# Mesosa yonaguni
Mesosa yonaguni är en skalbaggsart. Mesosa yonaguni ingår i släktet Mesosa och familjen långhorningar.

## Underarter
Arten delas in i följande underarter:
- M. y. subkonoi
- M. y. yonaguni
- M. y. kashiwaii
- M. y. similaris